# Майкл Хемм
Майкл Хемм (англ. Michael Franklin Hamm; нар. 1943) — американський україніст та славіст, професор історії в Сентр коледжі. Лауреат премії Антоновичів за книгу «Київ: портрет 1800–1917» (Kiev: A Portrait, 1800–1917).

## Біографія
Народився в Стіллвотер (штат Міннесота). Навчався в Макалестерівському коледжі та здобув докторський ступінь в Університеті Індіани. Викладав в Сентр коледжі від 1970 до 2014 року, де був професором історії від 1994 до 2014 року, президентом факультету в 1998–2001 роках і головою відділу в 1991–1995 роках. Відвідував СРСР в 1976–1977 та 1986 роках. В 1995 році викладав американську політику та культуру в Казахському державному університеті та Університеті Алмати.

## Книги
- Автор: Kiev: A Portrait 1800–1917 (Princeton University Press, 1993)
- Редактор та співавтор: The City in Late Imperial Russia (Indiana University Press, 1986)
- Редактор та співавтор: The City in Russian History (University Press of Kentucky, 1976)